# Пикелот
Пикелот (англ. Pikelot) — один из внешних островов штата Яп, входящего в состав Федеративных Штатов Микронезии. Это низкий коралловый островок с влажным тропическим климатом. На данный момент остров не заселен.

## Флора и фауна
Остров известен богатой экосистемой с лесами и кустарниками, а также обширными окаймляющими рифами. На островке также находится крупное лежбище морских птиц, гнездовье черепах и несколько мангровых зарослей.

## Жители острова
На острове нет постоянно проживающих жителей, однако из-за прекрасной дикой природы туда часто приезжают люди с соседних атоллов (например, Пулуват и Сатавал) с целью охоты на черепах. Поездка на Пикелот по-прежнему осуществляется на микронезийских каноэ с балансиром.

## История
Посещение испанским морским офицером Хуаном Антонио де Ибаргоитиа, командовавшим судном «Филипино» в 1801 году, считается первым подтвержденным посещением европейцами острова.
В августе 2020 года на острове были найдены три моряка, которые ранее пропали без вести. После того, как они считались пропавшими без вести три дня, американский самолёт заметил их знак SOS, собранный из пальмовых веток, и передал по радио их местоположение австралийскому кораблю, находившемуся в том районе.
В конечном итоге мужчины были спасены вертолетом HMAS Canberra и вернулись домой на патрульном судне Микронезии.